# As the Flower Withers
 (avril 2017).
Si vous disposez d'ouvrages ou d'articles de référence ou si vous connaissez des sites web de qualité traitant du thème abordé ici, merci de compléter l'article en donnant les références utiles à sa vérifiabilité et en les liant à la section « Notes et références ».
Albums de My Dying Bride
Symphonaire Infernus Et Spera Empyrium (EP)
(1991) Turn Loose the Swans
(1993)
As the Flower Withers est le premier album studio du groupe de doom metal britannique My Dying Bride, sorti en 1992.

## Liste des titres
Édition LP originale
Toutes les paroles sont écrites par Aaron Stainthorpe, toute la musique est composée par My Dying Bride.
| A1. | Silent Dance (instrumental)        | 2:00 |
| A2. | Sear Me                            | 9:00 |
| A3. | The Forever People                 | 4:03 |
| A4. | The Bitterness and the Bereavement | 7:28 |

| B1. | Vast Choirs                 | 8:09  |
| B2. | The Return of the Beautiful | 12:45 |

Édition CD originale
| 1.    | Silent Dance (instrumental)              | 2:14  |
| 2.    | Sear Me                                  | 9:06  |
| 3.    | The Forever People                       | 4:09  |
| 4.    | The Bitterness and the Bereavement       | 7:37  |
| 5.    | Vast Choirs                              | 8:16  |
| 6.    | The Return of the Beautiful              | 12:50 |
| 7.    | Erotic Literature (Titre supplémentaire) | 5:12  |
| 49:24 |                                          |       |

| Titre bonus - Réédition CD remasterisée, digipack (23 août 2004) | Titre bonus - Réédition CD remasterisée, digipack (23 août 2004) | Titre bonus - Réédition CD remasterisée, digipack (23 août 2004) | Titre bonus - Réédition CD remasterisée, digipack (23 août 2004) | Titre bonus - Réédition CD remasterisée, digipack (23 août 2004) | Titre bonus - Réédition CD remasterisée, digipack (23 août 2004) | Titre bonus - Réédition CD remasterisée, digipack (23 août 2004) | Titre bonus - Réédition CD remasterisée, digipack (23 août 2004) | Titre bonus - Réédition CD remasterisée, digipack (23 août 2004) | Titre bonus - Réédition CD remasterisée, digipack (23 août 2004) |
| No                                                               | Titre                                                            | Durée                                                            |                                                                  |                                                                  |                                                                  |                                                                  |                                                                  |                                                                  |                                                                  |
| ---------------------------------------------------------------- | ---------------------------------------------------------------- | ---------------------------------------------------------------- | ---------------------------------------------------------------- | ---------------------------------------------------------------- | ---------------------------------------------------------------- | ---------------------------------------------------------------- | ---------------------------------------------------------------- | ---------------------------------------------------------------- | ---------------------------------------------------------------- |
| 8.                                                               | Unreleased Bitterness                                            | 7:44                                                             |                                                                  |                                                                  |                                                                  |                                                                  |                                                                  |                                                                  |                                                                  |
| 57:09                                                            |                                                                  |                                                                  |                                                                  |                                                                  |                                                                  |                                                                  |                                                                  |                                                                  |                                                                  |

| 8.  | The Thrash of Naked Limbs              | 6:13  |
| 9.  | Symphonaire Infernus Et Spera Empyrium | 11:39 |
| 10. | God is Alone                           | 4:51  |
| 11. | De Sade Soliloquay                     | 3:42  |

Notes
- Titre no 8 extrait de l'EP The Thrash of Naked Limbs (1993).
- Titres nos 9 à 11 extraits de l'EP Symphonaire Infernus Et Spera Empyrium (1991).
- Titres nos 8 à 11 enregistrés aux studios Academy les 11 et 12 septembre 1992

## Crédits

### Membres du groupe
- Aaron Stainthorpe : chant
- Adrian Jackson (en) : basse
- Andrew Craighan (en) : guitare
- Calvin Robertshaw (en) : guitare
- Rick Miah : batterie

### Musiciens additionnels
- Martin Powell : session et composition violon
- Wolfgang Bremmer : cor

### Équipes technique et production
- Production : Paul « Hammy » Halmshaw (en) et My Dying Bride
- Ingénierie : Keith Appleton
- Mastering : Noel Summerville
- Photographie, design et illustration : Dave McKean